# 繁沢芝貞
繁沢 芝貞（はんざわ しげさだ）は、江戸時代中期の長州藩士。父は繁沢学文。

## 生涯
長州藩士の繁沢学文の子として生まれる。宝永元年（1704年）に学文が死去したため、芝貞が家督を継いだ。その際、大組に加えられている。
享保5年（1720年）から享保11年（1726年）にかけて『閥閲録』が編纂された際に、曽祖父・毛利春直から芝貞までの系譜と事績を提出し、巻129に「繁澤五右衛門」として収められた。